# کفشک‌ماهی پلنگی
کفشک‌ماهی پلنگی (نام علمی: Bothus pantherinus) نام یک گونه از تیره کفشک‌ماهیان چپ‌روی است.